# Delia Ramirez
Pour les articles homonymes, voir Ramirez.
Delia Catalina Ramirez, née le 2 juin 1983,, est une femme politique américaine représentant le 3e district de l'Illinois à la Chambre des représentants des États-Unis depuis 2023.
Membre du Parti démocrate, elle est également membre de la Chambre des représentants de l'Illinois pour le 4e district de 2018 à 2023.
Le 4e district comprend les quartiers de Chicago d'East Humboldt Park, Hermosa, Bucktown, West Town, Ukrainian Village, East Village et Logan Square,. Ramirez est élue à la Chambre en 2018 et réélue en 2020. Elle est la première Américaine guatémaltèque élue à l'Assemblée générale de l'Illinois.
En 2022, Ramirez est élue à la Chambre des représentants des États-Unis dans le 3e district de l'Illinois  Après avoir prêté serment en 2023, elle devient la première Latina à représenter l'Illinois au Congrès.

## Jeunesse et éducation
Fille d'immigrants du Guatemala, Ramirez grandit dans le quartier Humboldt Park de Chicago. Elle est diplômée de l'école primaire Sabin Magnet et obtient un baccalauréat ès arts en études judiciaires de la Northeastern Illinois University (en),,.

## Début de carrière politique et de plaidoyer
Avant d'accéder à des fonctions électives, Ramirez travaille et occupe des postes de direction dans des agences de services sociaux, des organisations de défense à but non lucratif et des organisations communautaires locales. Elle est notamment présidente de la Logan Square Neighbourhood Association de 2005 à 2007, directrice exécutive du Center for Changing Lives, une organisation à but non lucratif axée sur les sans-abri, de 2004 à 2013, et présidente de la Latin United Community Housing Association (LUCHA) de 2016 à 2019,.
Lors des élections à la Chambre des représentants de l'Illinois en 2018, elle se présente pour le siège du 4e district pour succéder à la titulaire Cynthia Soto,. Elle identifie un logement et des écoles stables, un gouvernement fiable et responsable ainsi que la sécurité publique et la réforme de la justice comme ses principales préoccupations. Elle fait partie d'une liste de candidats latinos soutenus par Chuy García, alors commissaire du comté de Cook et candidat au Congrès. Elle est également soutenue par un certain nombre d'élus locaux, de syndicats et d'organisations progressistes, notamment le représentant américain Luis Gutiérrez, les échevins Carlos Ramirez-Rosa et Roberto Maldonado, le Chicago Teachers Union, l'Illinois AFL-CIO, SEIU Healthcare et Local 73, United Working Families et Our Revolution Illinois. Ramirez remporte une primaire démocrate à quatre le 20 mars avec 48 % des voix et se présente sans contestation aux élections générales du 6 novembre 2018.

## Chambre des représentants de l'Illinois
Après les élections générales de 2018, la titulaire sortante Cynthia Soto démissionne le 18 décembre 2018. Ramirez, récente vainqueure des élections générales, est nommée par les dirigeants démocrates locaux et prête serment le 21 décembre 2018. Après avoir servi le reste de la 100e Assemblée générale, elle prête serment à la 101e Assemblée générale le 9 janvier 2019,. Elle est membre du caucus progressiste de la Chambre des représentants de l'Illinois.

### Comités
Depuis le 2 juillet 2022, Ramirez est membre des comités suivants :
- Comité d'adoption et de protection de l'enfance (HACW)
- Crédits - Comité des services à la personne (HAPH)
- Enseignement primaire et secondaire : écoles d'administration, de licence et à charte (HELO)
- Comité Exécutif (HEXC)
- Comité du logement (SHOU)
- Pouvoir judiciaire - Commission pénale (HJUC)
- Sous-comité Medicaid et soins gérés (HAPH-MEDI)

### Mandat
En octobre 2019, Ramirez fait partie d'un groupe de législateurs démocrates qui s'opposent au projet proposé par la maire de Chicago, Lori Lightfoot, d'utiliser une nouvelle taxe de publicité foncière, arguant qu'une partie des fonds provenant de la nouvelle taxe doivent être explicitement mis de côté pour lutter contre l’itinérance et les problèmes de logement,. Début 2020, Ramirez préside un groupe de travail au sein de la législature de l'État axé sur la condition des enfants de personnes incarcérées.
Pendant la pandémie de COVID-19 en 2020, Ramirez parraine une législation visant à créer un moratoire temporaire sur les paiements de loyer et d'hypothèque et à renforcer les moratoires sur les expulsions, mais le projet de loi est rejeté après une forte opposition des agents immobiliers,,. Cependant, elle réussit à faire pression sur les législateurs pour qu’ils augmentent de 90 % le montant du fonds de secours pour les locataires et les propriétaires dans le projet de loi budgétaire 2021 adopté pendant la pandémie. Elle mène également avec succès un effort visant à inclure dans le projet de loi budgétaire une disposition qui accorderait des prestations Medicaid aux personnes âgées sans papiers. Ramirez fait pression pour une telle disposition depuis 2019, et son adoption réussie fait de l'Illinois le premier État à fournir Medicaid quel que soit le statut d'immigration,.
Au cours de la session 2021-2022, Ramirez est nommée vice-présidente du comité du logement nouvellement créé à la Chambre et présente une nouvelle législation pour résoudre les problèmes de logement liés à la pandémie de COVID-19. Une version de cette législation adoptée et promulguée en mai 2021 sous le nom de COVID-19 Emergency Housing Act, comprend des dispositions qui créent des lignes directrices pour l'administration d'un milliard de dollars de fonds fédéraux pour l'allégement des loyers de l'American Rescue Plan Act de 2021, scellant automatiquement les expulsions déposées pendant la pandémie, prolongeant un moratoire sur les expulsions à l’échelle de l’État jusqu’en mai et suspendant les ventes judiciaires de possession jusqu’en juillet,.

## Chambre des représentants des États-Unis

### Mandat

#### Syrie
En 2023, Ramirez fait partie des 56 démocrates à voter en faveur de H.Con.Res. 21, qui ordonne au président Joe Biden de retirer les troupes américaines de Syrie dans un délai de 180 jours,.

#### Loi sur la responsabilité fiscale de 2023
Ramirez fait partie des 46 démocrates qui votent contre l’adoption définitive de la loi sur la responsabilité fiscale de 2023 à la Chambre.

#### Israël et Palestine
Le 18 juillet 2023, elle vote contre, avec huit autres démocrates progressistes (Alexandria Ocasio-Cortez, Cori Bush, Jamaal Bowman, André Carson, Summer Lee, Ilhan Omar, Ayanna Pressley et Rashida Tlaib), une décision non contraignante du Congrès proposée par August Pfluger qui déclare que « l'État d'Israël n'est pas un État raciste ou d'apartheid », que le Congrès rejette « toutes les formes d'antisémitisme et de xénophobie » et que « les États-Unis seront toujours un partenaire et un partisan fidèle d'Israël ». Dans une déclaration, Ramirez explique : « La menace de l'antisémitisme est réelle, elle est mortelle, et je la condamne entièrement dans les termes les plus fermes… Je crois que nous devons continuer à œuvrer pour un monde où la pleine humanité et où les droits de tous les Israéliens et Palestiniens sont respectés. Cette résolution ne fait pas cela et je ne peux donc pas la soutenir. ».
Le 25 octobre 2023, Ramirez et huit autres démocrates progressistes (Alexandria Ocasio-Cortez, Jamaal Bowman, Cori Bush, Andre Carson, Al Green, Summer Lee, Ilhan Omar et Rashida Tlaib), ainsi que le républicain Thomas Massie, votent contre la résolution bipartite non contraignante H. Res. 771 soutenant Israël à la suite de l’attaque du Hamas. La résolution déclare que la Chambre des représentants : « se tient aux côtés d'Israël dans sa défense contre la guerre barbare lancée par le Hamas et d'autres terroristes » et « réaffirme l'engagement des États-Unis envers la sécurité d'Israël » ; la résolution est adoptée avec une majorité écrasante de 412-10-6,.

### Élections

#### 2022
Le 7 décembre 2021, Ramirez annonce qu'elle se présentera aux élections législatives américaines de 2022 pour le 3e district de l'Illinois,. Le district est un siège ouvert en raison d'un redécoupage après le recensement américain de 2020. Aux primaires démocrates, elle remporte 66 % des voix, battant Gilbert Villegas, membre du conseil municipal de Chicago, et Iymen Chehade, professeur et conseiller en politique étrangère,. L'électorat du district est fortement démocrate et, à ce titre, le candidat démocrate est censé remporter les élections générales de novembre,,.
Ramirez bat le candidat républicain Justin Burau aux élections générales, obtenant 67 % des voix.

#### 2024
Candidate à un second mandat, elle est largement réélue le 5 novembre 2024 en obtenant 67,3 % des voix face au républicain John Booras.

### Missions des comités
Pour le 118e Congrès :
- Comité de la sécurité intérieure
  - Sous-comité sur la sécurité et l'application des frontières
  - Sous-comité sur la surveillance, les enquêtes et la responsabilité
- Commission des anciens combattants
  - Sous-commission de l'assistance aux personnes handicapées et des affaires commémoratives
  - Sous-comité sur les opportunités économiques

### Adhésions au caucus
- Congressional Equality Caucus[38]
- Congressional Progressive Caucus[39]

## Vie privée
En octobre 2020, Delia Ramirez épouse Boris Hernandez. Hernandez est un bénéficiaire du DACA.
Ramirez est la première Latina méthodiste unie au Congrès. Elle déclare : « Dans cette église, mes parents m'ont montré, à moi et à mes frères et sœurs, qu'être chrétien est bien plus que des paroles et certainement bien plus que participer le dimanche. Être chrétien est une façon de vivre, une façon de traiter les gens et la façon dont nous montrons la lumière de Dieu à travers nos actions ».